# Herbert Backe
Herbert Friedrich Wilhelm Ernst Backe (Batoemi, 1 mei 1896 – Neurenberg, 6 april 1947) was een Duits politicus in het Derde Rijk en oorlogsmisdadiger tijdens de Tweede Wereldoorlog. Backe was zowel lid van de Nationaalsocialistische Duitse Arbeiderspartij (NSDAP) als van de SS (Obergruppenführer).
Backe werd in 1933 staatssecretaris op het Rijksministerie van Voeding en Landbouw en in mei 1942 werd hij de facto minister van Voeding en Landbouw. Op 9 november 1942 werd hij gepromoveerd tot SS-Obergruppenführer en op 6 april 1944 benoemde Hitler Backe uiteindelijk tot Reichsminister van het Rijksministerie voor Voeding en Landbouw. Hij hield deze functie in het kortstondige kabinet, geleid door admiraal Karl Dönitz in de laatste dagen van de Tweede Wereldoorlog in mei 1945, zoals Adolf Hitler het in zijn politieke testament had vastgelegd. Tijdens de oorlog stelde Alfred Rosenberg Backe voor als beheerder van het Oekraïense Reichskommissariat.
Hij was een van de bedenkers van het Hungerplan. Dit plan had tot doel om tientallen miljoenen Slaven te laten verhongeren om de regelmatige voedselleveringen voor de Duitse burgers en de troepen te kunnen verzekeren.
Backe werd door de geallieerden gearresteerd en moest na de oorlog terechtstaan in de Processen van Neurenberg voor zijn oorlogsmisdaden, maar hij pleegde zelfmoord door zich op te hangen in zijn cel in Neurenberg in april 1947.

## Biografie
Herbert Backe werd geboren in Batoemi, Georgië (destijds onderdeel van Keizerrijk Rusland), als zoon van een gepensioneerde Pruisische luitenant die handelaar werd. Zijn moeder was van Duitse afkomst, wier familie in het begin van de 19e eeuw vanuit Württemberg naar het Russische Rijk was geëmigreerd. Backe studeerde vanaf 1905 aan het gymnasium in Tbilisi en werd bij het uitbreken van de Eerste Wereldoorlog geïnterneerd, omdat hij een burger van Pruisen was. Deze ervaring en het begin van de Russische Revolutie maakten van Backe een anticommunist.
Backe verhuisde tijdens de Russische Burgeroorlog naar Duitsland met de hulp van het Zweedse Rode Kruis. In Duitsland werkte hij aanvankelijk als arbeider. Hij schreef zich in om agronomie te studeren aan de Universiteit van Göttingen in 1920. Na zijn studie werkte hij korte tijd in de landbouw en werd daarna assistent-docent landbouwgeografie aan de Universiteit Hannover. In 1926 diende hij zijn proefschrift, "Die Russische Getreidewirtschaft als Grundlage der Land- und Volkswirtschaft Russlands" in aan de Universiteit van Göttingen, maar dit werd afgewezen. "Backes stelling was in feite een manifest voor raciaal imperialisme", waar een hogere klasse van Duitse bezetters zou vechten tegen de lokale, 'etnisch inferieure', bevolking om de beschikking over voedsel.
Backe sloot zich in 1922 aan bij de Sturmabteilung en in 1925 in Hannover bij de NSDAP. Na de ontbinding van de regionale politieke entiteit Gauw (NSDAP) voor Zuid-Hannover, liet Backe zijn lidmaatschap verlopen. In 1927 was Backe inspecteur en bestuurder op een grote boerderij in Pommern. In 1928 trouwde hij met Ursula en met de financiële steun van zijn schoonvader werd hij in november 1928 huurder van domein Hornsen, met zo'n 950 hectare in de wijk Alfeld. Hij leidde de boerderij met succes. Na de nazimachtsgreep, werd Backe op 27 oktober 1933 staatssecretaris van het Rijksministerie van Voeding en Landbouw en in dezelfde maand trad hij toe tot de SS. Backe werd lid van de Pruisische Staatsraad en in oktober 1936 hij werd benoemd tot landbouwvertegenwoordiger in het Vierjarenplan van Hermann Göring. Toen de minister van Voeding en Landbouw Walther Darré op 23 mei 1942 met langdurig ziekteverlof werd gestuurd, werd Backe belast met het uitvoeren van zijn verantwoordelijkheden, hoewel hij in naam staatssecretaris bleef. Backe werd ook belast met Darré's verantwoordelijkheden als Rijksleider voor de Boerenstand in de nationale leiding van de nazipartij. Op 9 november 1942 werd Backe gepromoveerd tot SS-Obergruppenführer en op 6 april 1944 benoemde Hitler Backe uiteindelijk tot Reichsminister van het Ministerie voor Voeding en Landbouw.
Backe was een prominent lid van de jongere generatie nazitechnocraten, die in het nazisysteem tweederangs administratieve functies bekleedden, zoals Reinhard Heydrich, Werner Best en Wilhelm Stuckart. Net zoals Stuckart, die de echte macht had in het Ministerie van Binnenlandse Zaken (officieel geleid door Wilhelm Frick) en Wilhelm Ohnesorge in het Rijksministerie van Posterijen en Verkeer (officieel geleid door de conservatieve Paul von Eltz-Rübenach), was Backe de de facto minister van Voeding en Landbouw onder Darré, zelfs voordat hij formeel de macht overnam.

## Carrière
Backe bekleedde verschillende rangen in zowel de Sturmabteilung als Allgemeine SS. De volgende tabel laat zien dat de bevorderingen niet synchroon liepen.
| Datum            | Deutsche Heer      | Sturmabteilung | Allgemeine-SS          | NSDAP                        | Rijksministerie       |
| ---------------- | ------------------ | -------------- | ---------------------- | ---------------------------- | --------------------- |
| Juni 1918        | Kriegsfreiwilliger | —              | —                      | —                            | —                     |
| Eind 1922        | —                  | SA-Mann        | —                      | —                            | —                     |
| 1932             | —                  | —              | —                      | Ortsgruppenleiter der NSDAP  | —                     |
| 1 oktober 1933   | —                  | —              | SS-Sturmbannführer     | —                            | —                     |
| 27 oktober 1933  | —                  | —              | —                      | —                            | Staatssekretär        |
| 29 maart 1934    | —                  | —              | SS-Obersturmbannführer | —                            | —                     |
| 20 april 1934    | —                  | —              | SS-Standartenführer    | —                            | —                     |
| 9 september 1934 | —                  | —              | SS-Oberführer          | —                            | —                     |
| 1 januari 1935   | —                  | —              | SS-Brigadeführer       | —                            | —                     |
| 30 januari 1938  | —                  | —              | SS-Gruppenführer       | —                            | —                     |
| 23 mei 1942      | —                  | —              | —                      | Ober-Befehlsleiter der NSDAP | —                     |
| 23 mei 1942      | —                  | —              | —                      | —                            | Stellv Reichsminister |
| 9 november 1942  | —                  | —              | SS-Obergruppenführer   | —                            | —                     |
| 1 april 1944     | —                  | —              | —                      | —                            | Reichsminister        |

## Lidmaatschapsnummers
- NSDAP-nr.: 22766[19][17] (lid geworden 1 december 1925[3], verliet de NSDAP op 24 november 1926[17], opnieuw lid 1 oktober 1931[17])
- SS-nr.: 87882[19][17] (lid geworden juni 1933[3], andere bron vermeldt: 1 oktober 1933[17])

## Decoraties
Selectie:
- Duits Olympisch Ereteken, 1e Klasse in 1936[3][1]
- Grootkruis in de Orde van Sint-Mauritius en Sint-Lazarus[3]
- Gouden Ereteken van de NSDAP[20] op 30 januari 1938[3]
- Grootofficier in de Orde van de Italiaanse Kroon[3][1]
- Grootkruis in de Orde van Civiele Verdienste[3][1]
- Grootkruis in de Orde van de Finse Leeuw[1]

## Publicaties
- (de)  Deutscher Bauer erwache. Die Agrarkrise. 1931.
- (de)  Das ende des Liberalismus. 1938.
- (de)  Um die Nahrungsfreiheit Europas. Weltwirtschaft oder Grossraum. 1942

## Opmerking
Afkorting:
- m.d.W.d.G.b. (mit der Wahrnehmung der Geschäfte beauftragt) = vrije vertaling: met de waarneming van de functie belast

- Biblioteca Nacional de España: XX1215695
- Bibliothèque nationale de France: cb11320449p (data)
- Catàleg d'autoritats de noms i títols de Catalunya: 981058598226406706
- Gemeinsame Normdatei: 116029390
- International Standard Name Identifier: 0000 0001 1025 7529
- Library of Congress Control Number: n93064759
- Nationale Bibliotheek van Tsjechië: vse20231181078
- Nationale Bibliotheek van Israël: 987007281685505171
- Nationale Bibliotheek van Polen: a0000001686866
- Nederlandse Thesaurus van Auteursnamen: 069676097
- Système universitaire de documentation: 028345061
- Virtual International Authority File: 44292753
- WorldCat: E39PBJvhtvpg9Ypcdc9GxJ9xDq

Adolf Hitler · Franz von Papen · Konstantin von Neurath · Joachim von Ribbentrop · Wilhelm Frick · Heinrich Himmler · Lutz Schwerin von Krosigk · Alfred Hugenberg · Kurt Schmitt · Hjalmar Schacht · Hermann Göring · Walther Funk · Franz Seldte · Franz Gürtner · Franz Schlegelberger · Otto Georg Thierack · Werner von Blomberg · Wilhelm Keitel · Freiherr von Eltz-Rübenach · Julius Heinrich Dorpmüller · Wilhelm Ohnesorge · Walther Darré · Herbert Backe · Joseph Goebbels · Bernhard Rust · Fritz Todt · Albert Speer · Alfred Rosenberg · Hanns Kerrl · Hermann Muhs · Otto Meißner · Hans Heinrich Lammers · Martin Bormann · Karl Hermann Frank · Rudolf Hess · Ernst Röhm · Paul Giesler